# Virūpākṣa

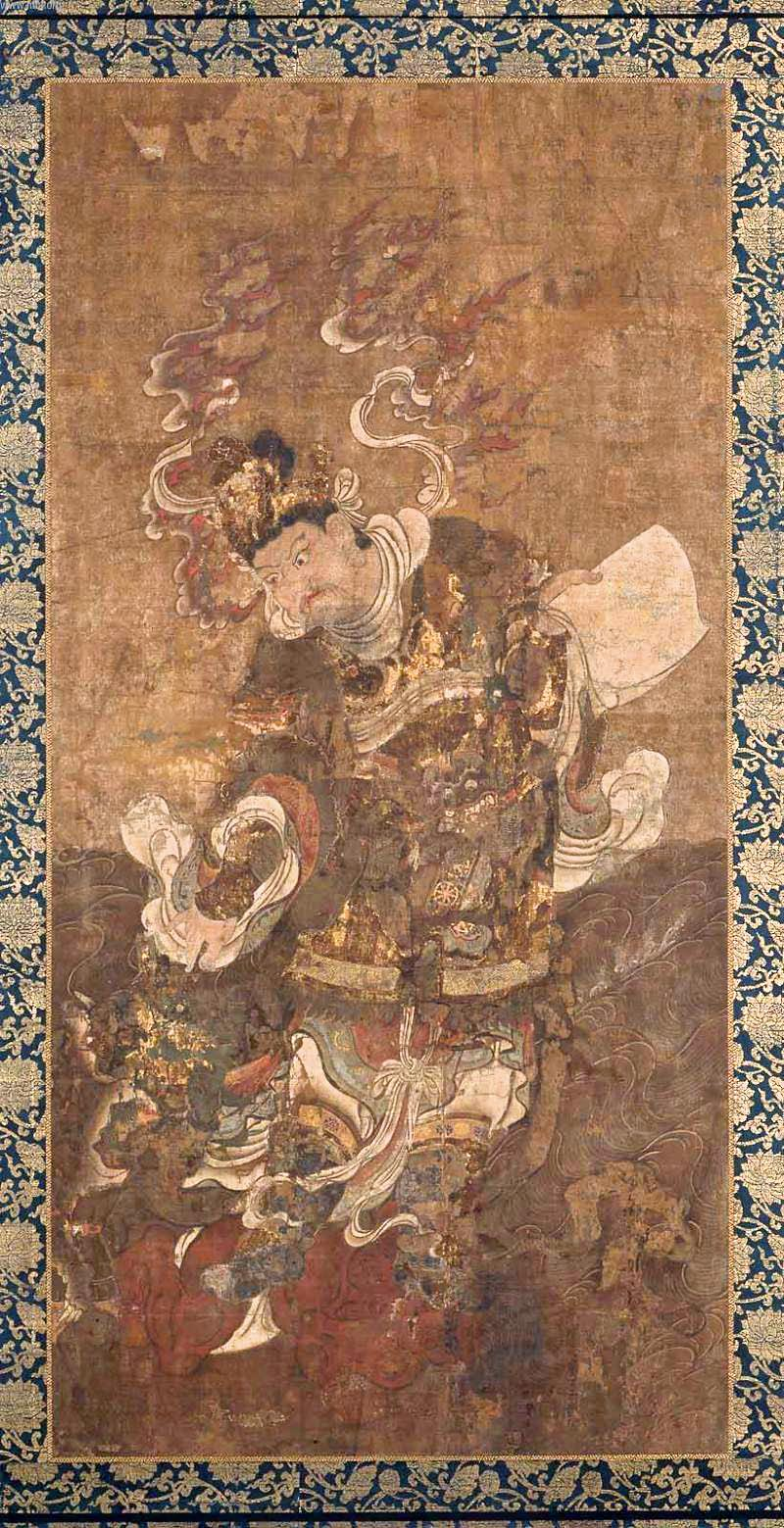
Peinture de Kōmokuten, le Gardien de l'ouest (un des quatre rois célestes),XIIIe siècle.

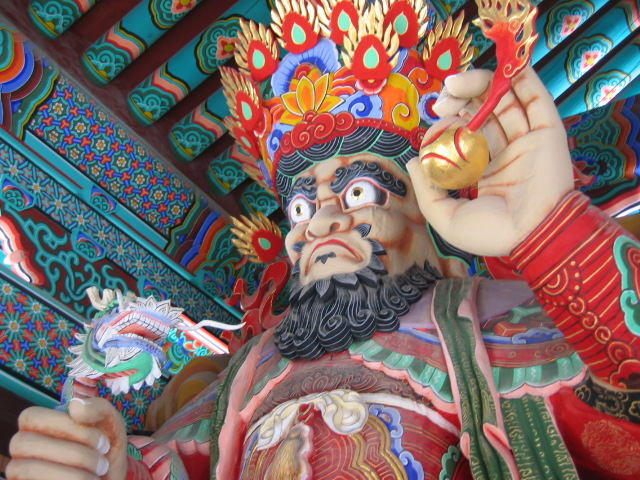
Statue coréenne de Gwangmok Cheonwang

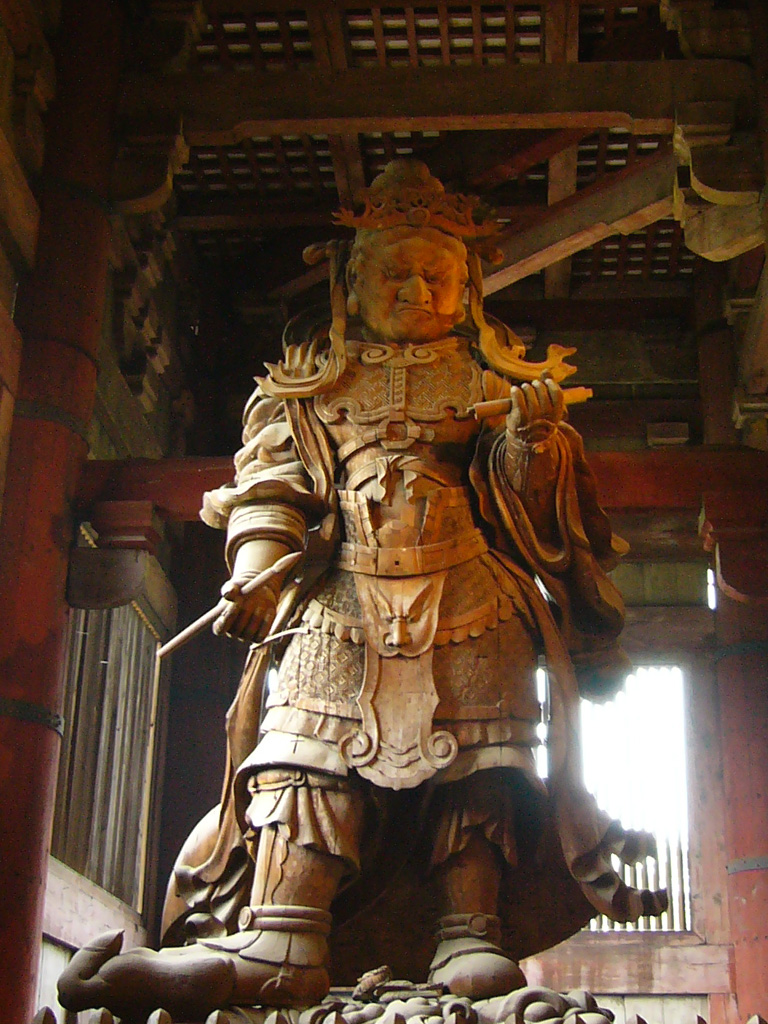
Tōdai-ji

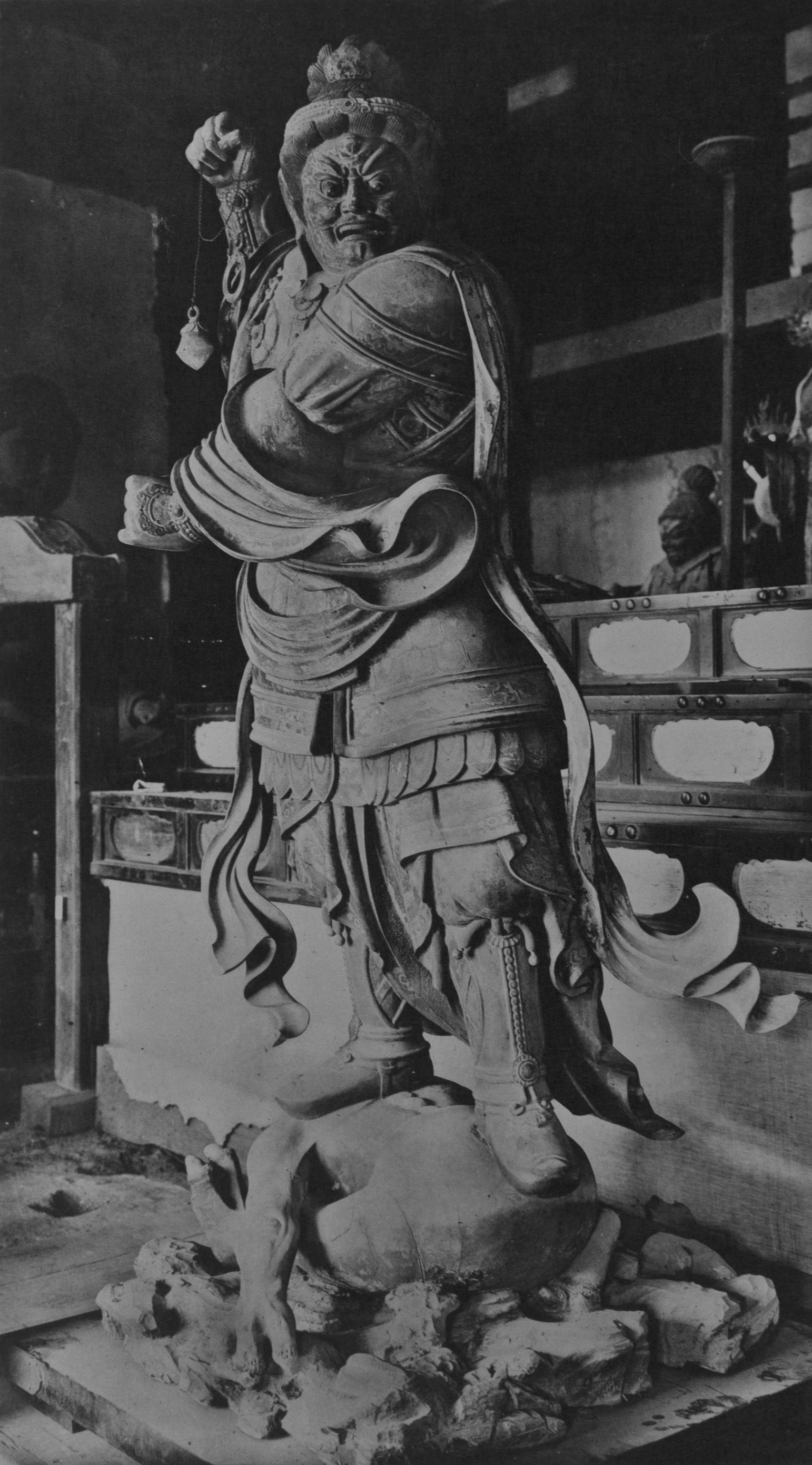
Kōfuku-ji

Virūpākṣa est un des Quatre Rois célestes de certaines religions bouddhistes, représentant la direction cardinale dans la cosmologie bouddhiste. Ses disciples sont les Nāga. Son nom signifie : « Celui qui voit tout ».